# Lišov (Eslováquia)
Lišov (em húngaro: Lissó) é um município da Eslováquia, situado no distrito de Krupina, na região de Banská Bystrica. Tem 19,39 km² de área e sua população em 2018 foi estimada em 226 habitantes.

## Demografia
| Ano:        | 1994 | 2004    | 2014    | 2024   |
| ----------- | ---- | ------- | ------- | ------ |
| Broj ljudi: | 237  | 268     | 232     | 215    |
| Razlika:    |      | +13,08% | -13,43% | -7,32% |

| Ano:               | 2023 | 2024   |
| ------------------ | ---- | ------ |
| Número de pessoas: | 219  | 215    |
| Diferença:         |      | -1,82% |